# Töging (Dietfurt an der Altmühl)

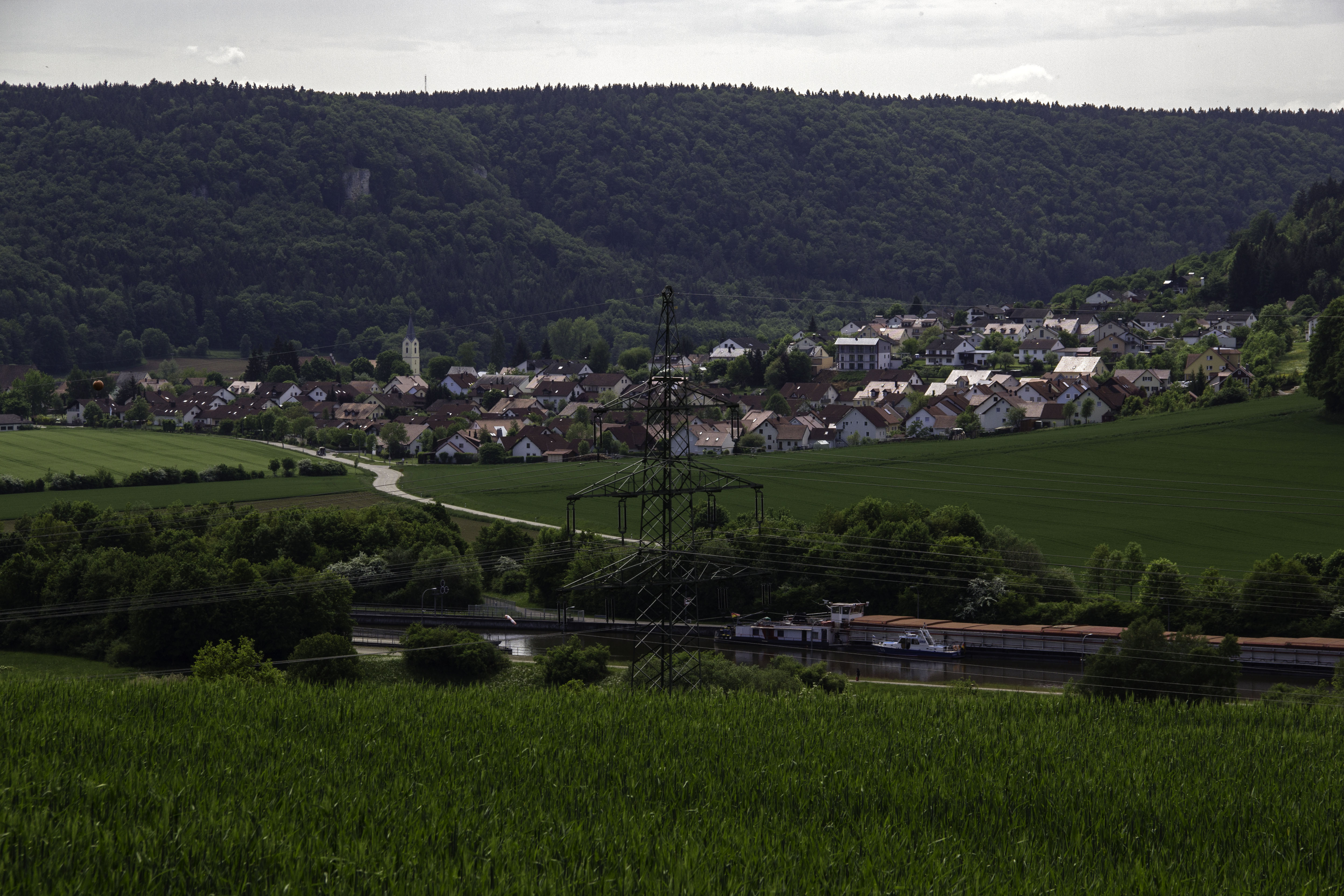
Blick auf Töging mit Kanal

Töging (bairisch Deching) ist ein Gemeindeteil der Stadt Dietfurt an der Altmühl im Landkreis Neumarkt in der Oberpfalz in Bayern.

## Lage
Das Pfarrdorf liegt in der südlichen Frankenalb im Altmühltal an der Staatsstraße 2230 südwestlich des Gemeindesitzes Dietfurt an der Altmühl. Nach Töging wird die Altmühl in den Rhein-Main-Donau-Kanal übergeleitet.

## Geschichte
In der Flur Tögings befinden sich mehr als 30 vorgeschichtliche Grabhügel.
In Töging (Tegeningen = bajuwarische Sippensiedlung des Tagino, Tegeno oder Tegno) weihte um 1058 der Eichstätter Bischof Gundekar II. eine Kirche. Eine weitere frühe Nennung Tögings findet sich in einer Urkunde von 1080, mit der König Heinrich IV. dem Eichstätter Bischof Udalrich I. den Wildbann in einem Gebiet schenkte, an dessen Ostgrenze Töging lag. Vermutlich infolge dieses Wildbannes kam der Bischof zur Landeshoheit, die am 19. Oktober 1305 im Gaimersheimer Spruch im Zuge der Hirschberger Erbschaft von den bayerischen Herzögen anerkannt wurde; in dieser Urkunde heißt der Ort Tegningen.
Grund- und Lehensherren waren die Ortsadeligen; diese nahmen öfters Besitzteilungen vor. Zwei dieser Adeligen, Hadmar und Wernher von Töging, erscheinen 1122 als Ministerialen des Eichstätter Bischofs. 1131 treten Heinrich von Töging, ein weiterer Heinrich und Sigebot von Töging als Urkundenzeugen auf – es gab also zu dieser Zeit zwei Ortsadelsfamilien. Weitere Töginger Adelige sind aus dem 12. Jahrhundert namentlich bekannt, die wenigstens drei Familien angehörten. 1198 werden Ulrich von Töging und sein Vater als Ministerialen des Eichstätter Bischofs genannt. Ab einem unbekannten Zeitpunkt wurden Töginger Adelige Schenken der Grafen von Hirschberg; so erscheint 1245 Albertus Pincerna als „Schenk de Thegeningen“. Von der anderen Adelsfamilie (?) wird 1259 ein Gotfridus de Tigingen genannt. Das Schloss der Schenken, das sich erhalten hat, befindet sich bei der heutigen Pfarrkirche St. Bartholomäus, der zweite, abgegangene Edelsitz bei der Peterskirche. Anfang des 17. Jahrhunderts wusste man noch von diesem Schloss, das im 14. Jahrhundert im Besitz der Angelberger war, wahrscheinlich durch Einheirat in die Schenkenfamilie. 1345 stiftete Mechtildis, die „Tögingerin“, dem Benediktinerkloster Plankstetten einen Hof. 1380 kommt ein Gebhard Angelberger zu Töging in einer Urkunde vor; er verkaufte 1386 vier Äcker zu Töging und einen Baumgarten an die Schenken. Der Edelsitz kam dann an die Bechthaler, die ihn um 1415 an Mathes Schenk verkauften.
Damit herrschten für ein Jahrhundert wieder allein die Schenken in Töging. Der letzte Schenk von Töging, Mathes, überließ seinem Schwiegersohn Eberhard von Ödenberg seinen hoch verschuldeten Besitz. 1517 wurde der Ödenberger vom bayerischen Herzog und vom Ansbacher Markgrafen, 1542 schließlich auch vom Eichstätter Bischof als Töginger Leheninhaber anerkannt. Zehn Jahre zuvor hatte sich der Ödenberger gegen den Widerstand des Bischofs bei Kaiser Karl V. die Belehnung mit Halsgericht und Blutbann erreicht. Seine Söhne Wolf und Valentin teilten sich nach ihm die Herrschaft. Nach ihnen erfolgte eine Vierteilung des Besitzes, bis diese Besitzer, neben den Ödenbergern Wilhelm und Hans Christoph auch die Hegnenberger, 1584 alles an den Bischof veräußerten (1572 hatten die Ödenberger vergeblich versucht, sich die Hochgerichtsbarkeit anzueignen). Der Bischof setzte adelige Pfleger auf das nunmehrige hochstiftische Amt Töging, das dem Oberamt Hirschberg unterstellt war; 1588 hatte dieses Amt Georg Friedrich von Guttenberg inne, 1607 und 1610 Hans Martin von Gundelsheim. Später ging das Richteramt auf bürgerliche Verwalter über, die zugleich als Kastner fungierten.
Weitere Edelmannsgüter gehörten im mittelalterlichen Töging den Hegingern (14. Jahrhundert) und den Urachern (bis 1414). Das Kloster Plankstetten besaß seit der 2. Hälfte des 16. Jahrhunderts ein Gut zu Töging.
Die Schenken erlaubten, dass sich in Töging Juden ansässig machten. Diese wurden 1445 wie aus dem übrigen Hochstiftsgebiet vertrieben, waren aber im 16. und 17. Jahrhundert wieder in Töging ansässig. 1602 wird eine Synagoge erwähnt (heute Beilngrieser Straße 1). 1680 gab es zehn Judenfamilien; 1697 wurden die Töginger und alle anderen Hochstiftsjuden vom Fürstbischof erneut des Landes verwiesen. Vom Judenfriedhof hat sich nichts erhalten.
1553 wurde Töging als Markt bezeichnet und hatte gegen Ende des Jahrhunderts eine Schule, die wohl im Dreißigjährigen Krieg eingegangen ist und 1650 auf fürstbischöfliche Anweisung hin wieder eröffnet wurde. Schon früh war Töging Mittelpunkt für den Hopfenbau in diesem Abschnitt des Altmühltales.
Kirchlich gehörte der Ort seit ältester Zeit zur Urpfarrei Kottingwörth. Mitte des 14. Jahrhunderts ist von den zwei Kirchen St. Maria und Petrus und St. Bartholomäus die Rede. 1608 wurde Töging eine Pfarrei, vorher gab es nur einen Frühmesser.
Bei der Säkularisation kam das untere Hochstift des Fürstbistums, zu dem das Oberamt Hirschberg und damit das Richteramt Töging gehörte, 1802 an Großherzog Erzherzog Ferdinand III. von Toskana und 1806 an Bayern. 1809 wurde der Steuerdistrikt Töging aus Töging, Ottmaring und dem Eichelhof gebildet. Mit dem Gemeindeedikt von 1818 wurde diese Gemeinde wieder aufgelöst; zu der nun erneut selbständigen Gemeinde Töging gehörte aber weiterhin der Eichelhof. 1820 wurde von Töging zugunsten von Kottingwörth die Einöde Oedhof abgetrennt, der in der 2. Hälfte des 19. Jahrhunderts abgegangen ist. 1830 zählte Töging bei 71 Haushalten 267 Einwohner, 1950 bei 85 Haushalten 549 Einwohner. 1863 kaufte der Unternehmer Johann Baptist Prinstner (1815–1887) aus Beilngries die vorhandene Ziegelei auf, modernisierte sie und verschiffte seine Ziegeln auf dem nahen Ludwigskanal hauptsächlich nach Nürnberg. Später stellte man auf die Herstellung von Kalk um. 1909 erhielt der Ort Bahnanschluss (Bahnstrecke Beilngries – Neumarkt in der Oberpfalz); 1967 passierte der letzte Zug der danach aufgelassenen Strecke den Ort.
Im Zuge der bayerischen Gebietsreform schloss sich Töging am 1. Juli 1972 der Gemeinde Dietfurt an der Altmühl an und kam von dem Landkreis Beilngries in den Landkreis Neumarkt in der Oberpfalz.

## Sehenswürdigkeiten

### Töginger Schloss
Es handelt sich um das bei der Pfarrkirche St. Bartholomäus liegende Schloss der Schenken von Töging. Die Umwehrung des nahezu quadratischen Areals bestand aus einem Graben und einer Ringmauer mit bastionsartigen Halbtürmen an den vier Ecken. Das Schloss ist ein zweiflügeliger, im rechten Winkel zusammenstoßender dreigeschossiger Bau; der nordsüdgerichtete Hauptflügel weist Treppengiebel auf. 1985 kaufte die Stadt Dietfurt an der Altmühl das Schloss und sanierte es bis 1993. Der wohl aus dem 13. Jahrhundert stammende quadratische, aus Buckelquadern aufgeführte Bergfried wurde 1870 abgebrochen; das Steinmaterial fand beim Straßenbau Verwendung.

### Ludwig-Donau-Main-Kanal
Nahe Töging führte der 1835 bis 1846 erbaute Ludwig-Donau-Main-Kanal vorbei, der 1950 aufgelassen wurde. Bei Töging gab es eine Ladestelle (Anlände) für den Güterumschlag. Beim Bau des Main-Donau-Kanals in den 1990er Jahren wurde der Ludwigskanal jedoch größtenteils überformt. Ein kleiner Abschnitt sowie die Schleuse 14 mit dem restaurierten Schleusenwärterhaus blieben erhalten.

### Katholische Kirchen
- St. Peter, von Gundekar II. um 1058 geweiht, frühgotisch, beim Schloss der Angelberger gelegen, wurde 1602 als „uralte Pfarrkirche“ bezeichnet. Vom Typ her handelt es sich um eine „Chorturmkirche“ mit Turm im Osten. 1625 war sie so baufällig, dass umfangreiche Reparaturen erforderlich waren; eine Hochaltarweihe ist für 1688 bezeugt. Im 18. Jahrhundert wurde sie verändert: 1707 wurde der Turm durch Giovanni Battista Camessina aus Obermässing erhöht, auch das Chorgewölbe und das Langhaus wurden erhöht. Sie fand als Friedhofskirche Verwendung.
- St. Bartholomäus war wohl die Schlosskapelle der Schenken (1415 Altarweihe) und wurde spätestens seit dem 17. Jahrhundert als Pfarrkirche genutzt. Sie wurde 1850 abgerissen und 1852–1854 durch einen neuromanischen Neubau ersetzt, der am 19. Mai 1867 geweiht wurde. Die barocke Ausstattung der Vorgängerkirche wurde beim Abriss beseitigt. Die Pfarrei gehört dem Pfarrverbund Dietfurt an.

### Erlebnispark Alcmona
Am alten Ludwigskanal nahe der Schleuse 14 errichtet der Verein Alcmona (Altmühl) ein vorgeschichtliches Erlebnisdorf. Die Rekonstruktion basiert auf den Ergebnissen einer Ausgrabung des Jahres 1998.

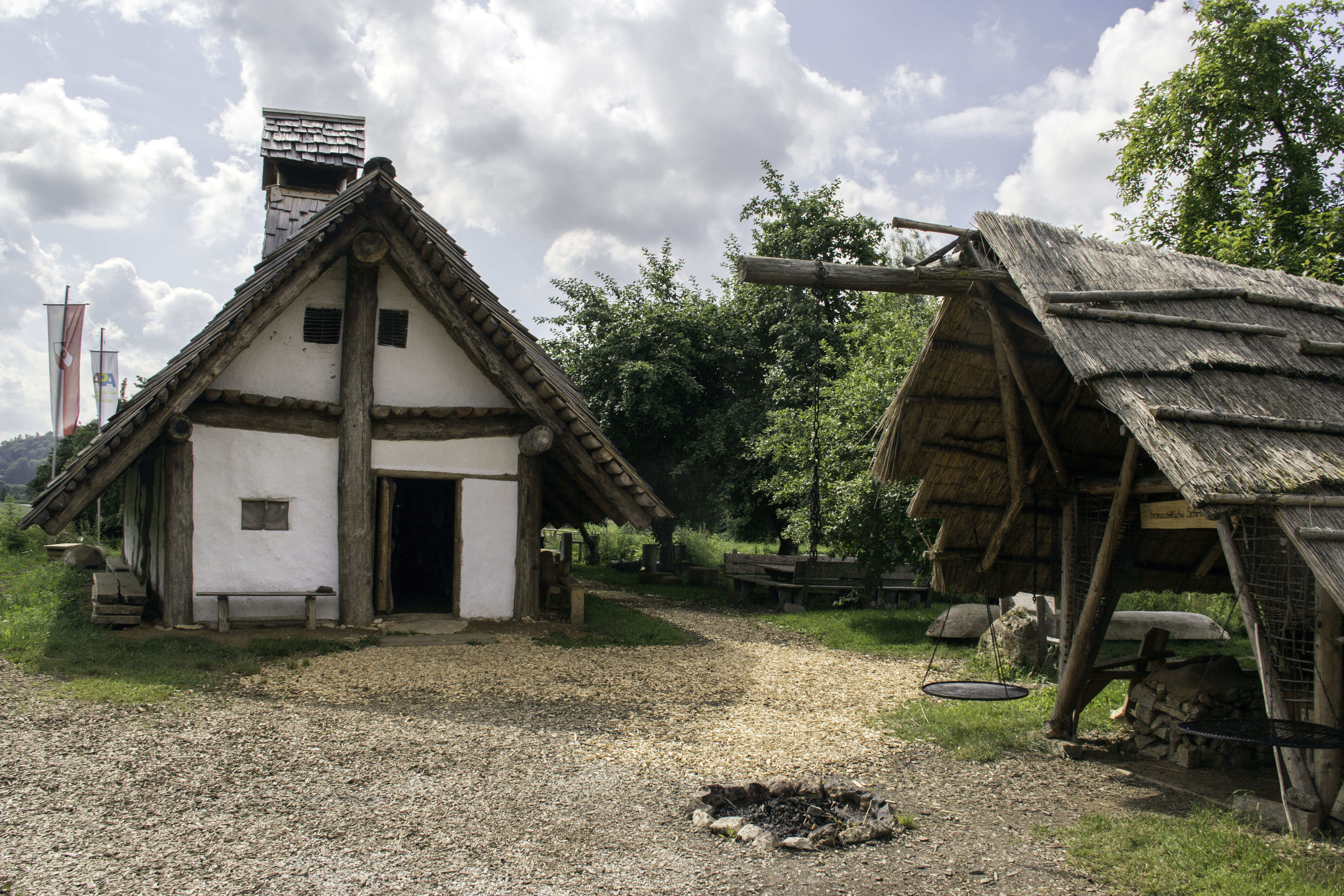
Erlebnispark Alcmona, Juli 2013

## Vereine
- Kolpingsfamilie
- Freiwillige Feuerwehr
- Kulturverein
- Gartenbauverein
- Schützenverein
- Sportverein
- Krieger- und Soldatenkameradschaft
- Wanderverein